# ビリー・ヘリントン
ビリー・ヘリントン（英: Billy Herrington、1969年7月14日 - 2018年3月2日）は、アメリカ出身の元ゲイポルノ俳優、モデル。
主にゲイポルノで活躍していた。身長185cm、体重111kg。後述のようにニコニコ動画を中心とした日本のインターネットで人気を博し、たびたび訪日していた。日本での愛称はガチムチの兄貴、ビリー兄貴 または単に兄貴である。

## 経歴
琉球空手師範の祖父と父のもと、ニューヨーク州ロングアイランドで育つ。ボクシングやレスリング、マーシャル・アーツといった様々な格闘技に興味を持ったが、彼が本格的にボディビルディングを始めたのはニューヨークに移住した24歳のときであった。
彼のポルノ活動は、当時彼と交際していた彼女が勝手にプレイガールに彼の裸の写真を何枚か送った時から始まった。写真は「Real Men of the Month」（『今月のガチマン』賞）を受賞。彼は賞金500ドルを手にすることとなる。これらの写真がきっかけで、写真家ジム・フレンチが、写真を郵送した彼の交際相手と接触、2年の期間をはさみ、フレンチの下でコルトからカレンダーを発売した。
その後は、1990年代後半を代表するポルノ俳優として活躍、その知名度によってリッキー・レイクのトークショーにも出演することとなる。トークショーでは女性とのお見合いコーナーが設けられていたが、彼自身は「アダルト業界が私の問題を解決してくれた」と述べていた、また、ある雑誌のインタビューでは、「自分には、ガールフレンドとボーイフレンドがいる」と述べるあたり、彼のセクシュアリティはバイセクシュアルであるとされる。2000年以降は、活躍の場をポルノ映画以外にも広げている。
彼の出演する代表的な映画として、デンマークのラース・フォン・トリアーがプロデュースし、「アフター・ウェディング」や「ドッグヴィル」を製作したZentropa社から発売された「HotMen CoolBoyz」などがある。
2002年の秋に男児が出来たことをきっかけに、ポルノ俳優を引退。引退後は建築業に従事していたが、定期的にアメリカ内のゲイクラブでストリップショーにも出演していた。

## 日本におけるインターネット・パロディと訪日
2007年の夏頃から動画投稿サイト「ニコニコ動画」で、彼の出演作品「Workout: The Directors Cut」の一部、またこれを素材としたMADムービーが頻繁にランキングに登場（ランキング内容を不正に操作する通称「ランキング工作」とされる）し始めた。当初は「釣り」目的とみなされていたが、動画『本格的 ガチムチパンツレスリング』が約2ヶ月間で14万回以上再生され、「ガチムチ兄貴」としてその知名度を上昇させた。
初期には、性的表現を含む動画として運営者に削除されることもあったが、次第にゲイポルノ独特の演出が下ネタとして受け入れられたことや、彼と共演者達との会話が日本語に聞こえるといういわゆる空耳（"You got me mad now."→「歪みねえな」や、"Two can play it!"→「新日暮里」など、なお本来の意味は「おまえは俺を怒らせた」「2人もろともだ！」）等で反響を呼び 、コンピュータ情報誌「Windows100%」に取り上げられる など、インターネット文化として定着した。
その大ブームに注目したニコニコ動画の運営者側が、ビリー・ヘリントンと直接接触、2009年のバレンタインデーに合わせ訪日をプロモートした。なお、ヘリントン本人もニコニコ動画において自身のビデオが話題になっていることを知っており、2008年12月4日に行われた「ニコニコ大会議・冬」では自己名義の花輪を寄贈。
2009年2月10日に訪日を果たし、2月14日に秋葉原UDXで行われたグッドスマイルカンパニーのフィギュア「figma」のトークショーに出演するとともに、ヘリントンの限定モデルのfigma発売が発表された。尚、イベントの最中に「（訪日は今回が）初めてだけど、最後じゃない」と言い、再訪日すると宣言した。帰国の際に、ヘリントンには日本のファンから似顔絵や手作りフィギュア、とんがりコーン（動画の中に「最強とんがりコーン」という空耳がある）等の大量のプレゼントが贈られ、「夢のような旅行だった」と話した。
2009年2月14日の訪日では、以下のことなどが周知された。
- 実測では首周り44cm、二の腕44cm、ふくらはぎ44cm、胸囲130cm、太もも72cmである。
- 今後の夢としてコカ・コーラのCM出演やK-1への参戦を語った。
- 好物はピザとマヨネーズ。

その後、2009年3月19日に沖縄県北谷町で行われた「第9回国際ニコニコ映画祭 in 沖縄」にも出演した。ニコニコユーザーから募集された投稿動画を選考する審査員にはヘリントンも参加しており、賞金25万円の「ビリー賞」は『歪音エナを調教してみた』が受賞した。
2009年7月14日、宣言していた訪日こそなかったものの、ヘリントン本人がニコニコ動画に自身のトレーニング風景や、訪日した際に日本のファンから貰ったプレゼント等を撮影した動画を投稿した。
2009年7月には「figma」シリーズの一つとしてアクションフィギュア化。ニコニコ市場直販専売商品にもかかわらず、予約開始からわずか3日間で5262件の予約数を記録した。後に、付属品の異なる「バースディVer.」「ハロウィンVer.」「クリスマス&ニューイヤーVer.」も発売。キャッチコピーは「よく動く。歪みねぇ」。
2009年8月16日、3度目の訪日を果たし、同日に行われたプレミアムイベントではK-1ファイターの長島☆自演乙☆雄一郎・DREAMの青木真也と生でレスリングを行った。
2011年12月12日、自身が投稿した動画「Happy Birth♂Day NicoNico!!」にて2012年4月28日と4月29日に開催予定の「ニコニコ超会議2012」に参加することが発表され、4度目の訪日となった。ニコニコの公式送迎車で、空港から宿泊先への送迎を生中継、「ビリーブートキャンプ」としてユーザーから隊員を公募し会場を巡るクルーズを行ったり、観客から無差別に3人選び（ブートキャンプ・クルーズ共に男性限定）ステージ上で公開スパンキングを行うなど、ファンサービスで超会議を盛り上げた。
2013年1月15日、ニコファーレで開催された「ニコニコ超会議2発表会　~あと102日！超会議2のブース企画＆超パIIゲスト発表！~」にて2013年4月27日と4月28日に開催予定の「ニコニコ超会議2」に参加することが発表された。これが生前最後の訪日となった。
また、ヘリントンと共演した俳優であるダニー・リー、ダンカン・ミルス、マーク・ウォルフ、ヴァン・ダークホームらにも話題が及んでいる。中でもヴァン・ダークホームは、日本で自身のビデオが話題になっていることをファンから知らされており、更に自身のホームページでそのことを取り上げたうえで好意的なコメントを残している。後にダニーもYouTubeで好意的にコメントしている。なお、ヘリントン以外はニコニコ動画の「レスリングシリーズ」タグが付けられている映像の空耳や容姿から付けられた日本名のような愛称（例としてダニー・リー→木吉カズヤ）で呼ばれることがほとんどである。
その後は中国拠点に活動し、中国のアニメやゲームイベントに多く参加していた。死の直前にTwitterで2月19日に告知した翌20日開催の中国徐州市のイベントが最後の出演、かつ生前最後のツイートとなった。

## 交通事故死
2018年3月1日深夜、カリフォルニア州ランチョ・ミラージュのカリフォルニア州道111号線で交通事故を起こし、ヘリントンは残骸に閉じ込められている状態で発見され、パームスプリングスの病院へ搬送されたが、日付が変わった翌3月2日未明に死去した。48歳没。ヘリントンの死は最初、ポルノ監督のチ・チ・ラルーによりTwitterで明かされ、その後ヘリントンのFacebookのアカウントは母親のキャサリン・ウッドにより追悼アカウントに移行された。
ヘリントンの車は高速道路を走行中、他の車両を巻き込む形で中央分離帯の木に激突し、運転席が原形を留めないほどに潰れていたという。死後、カリフォルニアのフォレスト・ローン墓地に埋葬された。 
キャサリンは追悼アカウントにて、「息子のビリー・ヘリントンが亡くなったことで、非常に心が重く、つらい思いを抱えています。そのことをみんなに知らせたい。私は息子のあなたを愛してます。ママより」とのコメントを投稿した。
ニコニコ動画のイベントで共演した西村博之は自身のブログにて追悼コメントを投稿した。
さらに、ニコニコ動画の「レスリングシリーズ」の動画には驚きや追悼のコメントが寄せられ、追悼動画も数多く作られた。
ヘリントンの死から1か月以上経過した4月28日、ニコニコ動画のイベント『ニコニコ超会議2018』で掲出された「超年表」には、2018年3月2日の「ビリー・ヘリントン　交通事故により他界」と記された箇所に来場者から多くの追悼メッセージが貼られ、ファンや運営から献花が贈呈された。

## 日本国外における影響
ウクライナでは、2021年にザポリージャのマヤコフスキー広場にビリー・ヘリントンの像を立てるよう求める署名運動があり、500名以上の署名が集まった。ヘリントンは同国で2016年前後から「ガチムチ」という日本のサブカルチャーとしてウクライナに持ち込まれ、それを面白がるウクライナのネットユーザーによって流行していた。またロシアによる侵攻が始まった2022年7月には、オデーサでエカテリーナ2世の像を撤去してヘリントンの像を立てるよう要求する署名に2万5000人以上が署名した。
また、ロシアの国営テレビはウクライナでの「ガチムチ」の流行を「米欧に洗脳された染まったウクライナ市民の異常な価値観」として批判している。

## 出演

### DVD

#### 1998年
- Wrestlers: Muscle Fantasies 2（Can-Am Productions）

#### 1999年
- Wrestlers（Sidmoore Shepherd）
- Workout: Muscle Fantasies 3（Can-Am Productions）
- Wrestlers: Director's Cut（Can-Am Productions）
- Workout: Director's Cut（Can-Am Productions）
- Minuit Man 17（Buckshot Productions）
- Minuit Man 18（Buckshot Productions）
- Body Shop（All Worlds Video）
- Summer Trophies（Pacific Sun Entertainment）
- Maxon VS Marcus※Billy Marcus名義（Can-Am Productions）
- Tales from the Foxhole（All Worlds Video）

#### 2000年
- Playing with Fire 2（All Worlds Video）
- The Final Link
- Lords of the Locker room（Can-Am Productions）